# Cathédrale de la Sainte-Trinité de Niš
Pour les articles homonymes, voir Cathédrale de la Sainte-Trinité.
La cathédrale de la Sainte-Trinité de Niš (en serbe cyrillique : Саборна црква Свете Тројице у Нишу ; en serbe latin : Saborna crkva Svete Trojice u Nišu) est une cathédrale orthodoxe serbe serbe située à Niš, dans la municipalité de Medijana et dans le district de Nišava en Serbie. Elle est inscrite sur la liste des monuments culturels protégés de la république de Serbie (no SK 743),,.

## Présentation
La construction de la cathédrale a commencé en 1856, après le traité Paris, qui, tout en reconnaissant l'intégrité de l'Empire ottoman, assurait aux Chrétiens l'égalité des droits avec les autres populations dominées par les Turcs et leur permettait de facto de construire de nouveaux lieux de culte. La construction s'est effectuée sous l'impulsion de Janićije (Joanikije), le métropolite de Niš et la première pierre de la cathédrale a été consacrée le 18 octobre 1856. Le métropolite avait choisi Andreja Damjanov de Vélès comme maître d'œuvre principal de l'édifice. Au moment de la lutte pour la libération de Niš en 1877, l'église était déjà couverte et elle a été consacrée conjointement par le métropolite de Belgrade Mihailo, par l'évêque de Niš Viktor et par l'évêque de Pirot Evstatije en 1878 ; le prince Milan Obrenović assistait également à la consécration.

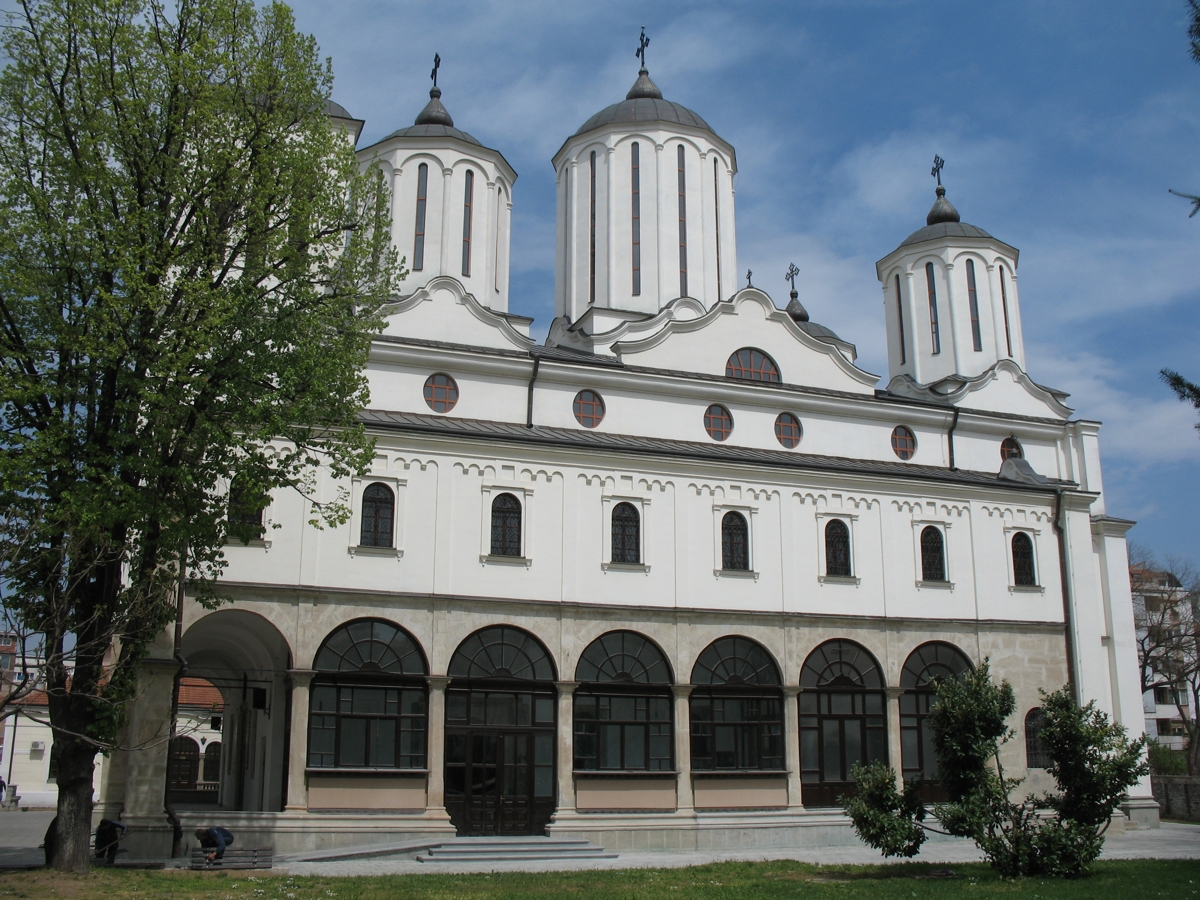
Autre vue de l'église.

Dans la galerie supérieure de l'église se trouvent deux « paraklis » (sortes de chapelles) : l'une, au nord, est dédiée à la Nativité de saint Jean-Baptiste, l'autre, au sud, à saint Syméon le Myroblyte. En 1904, l'évêque Nicanor a fait fermer les portiques nord et sud par de grandes baies vitrées et a dédié une paraklis à Nicanor le Diacre. Une autre paraklis a été dédiée par l'évêque Jovan aux saints Martyrs de Niš.
L'église a été ornée de fresques par le peintre Vladimir Predojević dans les années 1930. La première iconostase était une œuvre de Luje Kapelnik et elle abritait 54 icônes dues à Đorđe Krstić. En revanche, la partie nord de l'église a été gravement endommagée dans un incendie en 2001 et 11 icônes de Krstić ont été détruites. La restauration a été achevée en 2006.

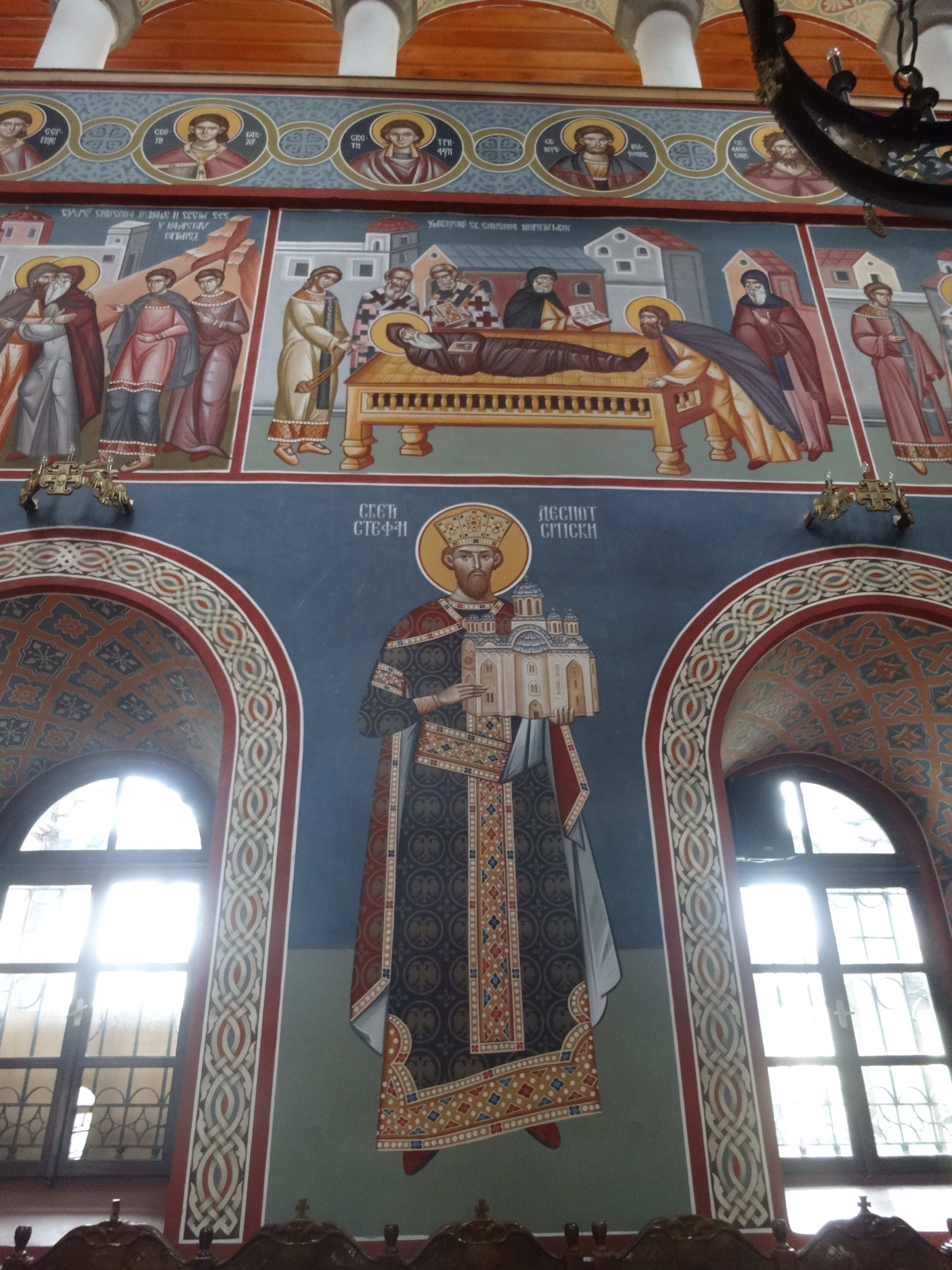
Fresque dans l'église, avec la Dormition de la Mère de Dieu.
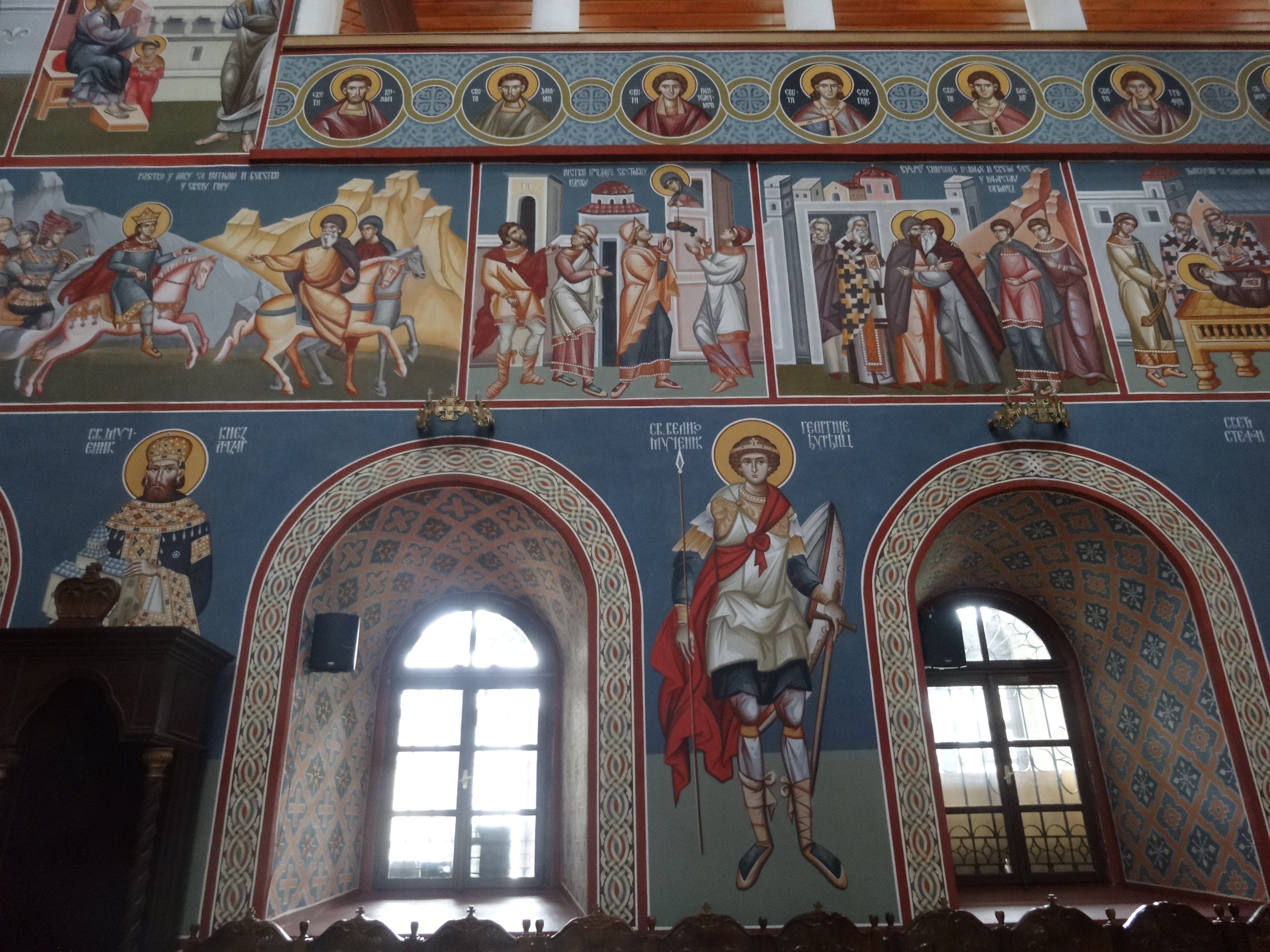
Autre détail des fresques.
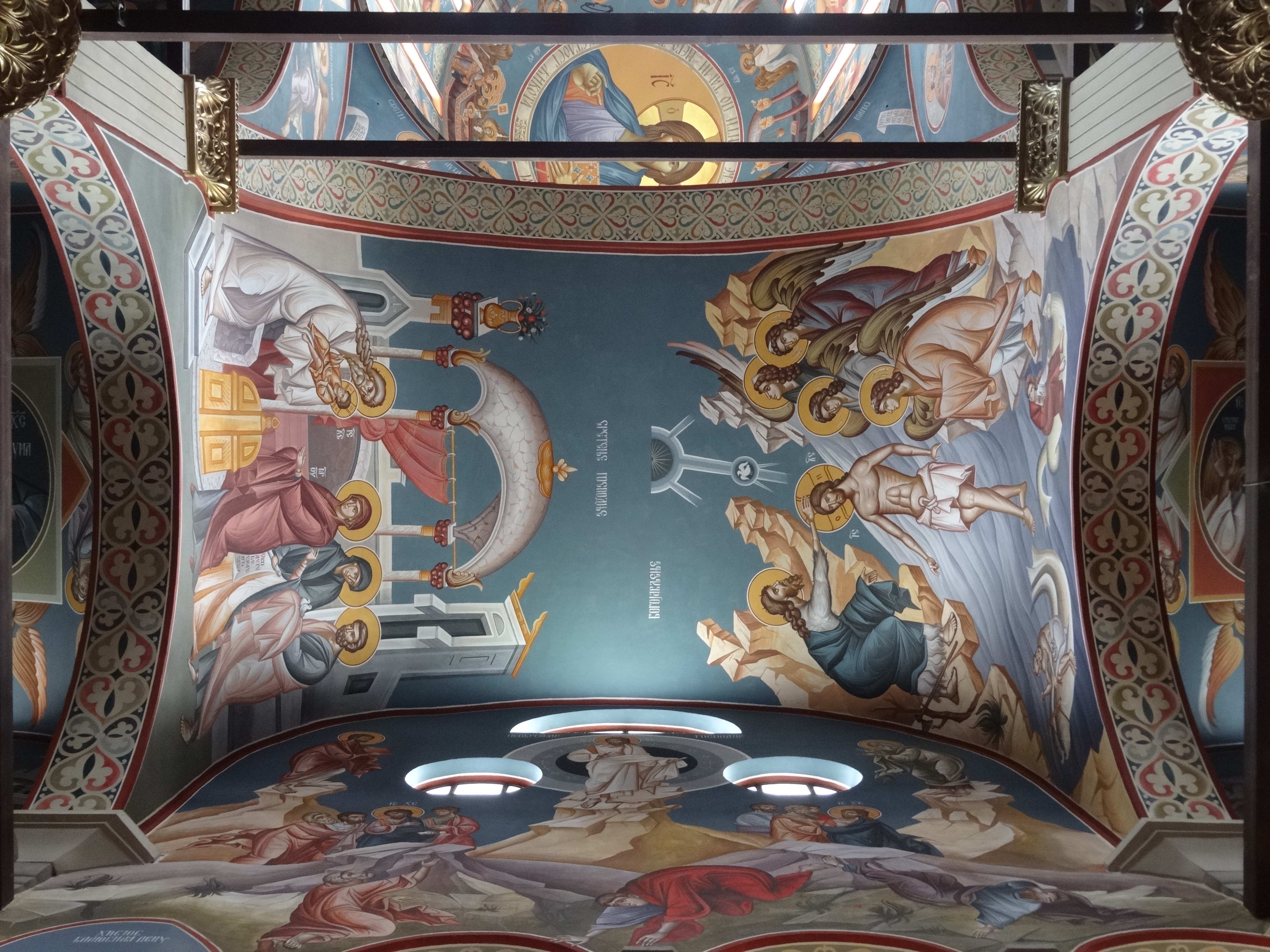
Fresques d'une coupole.
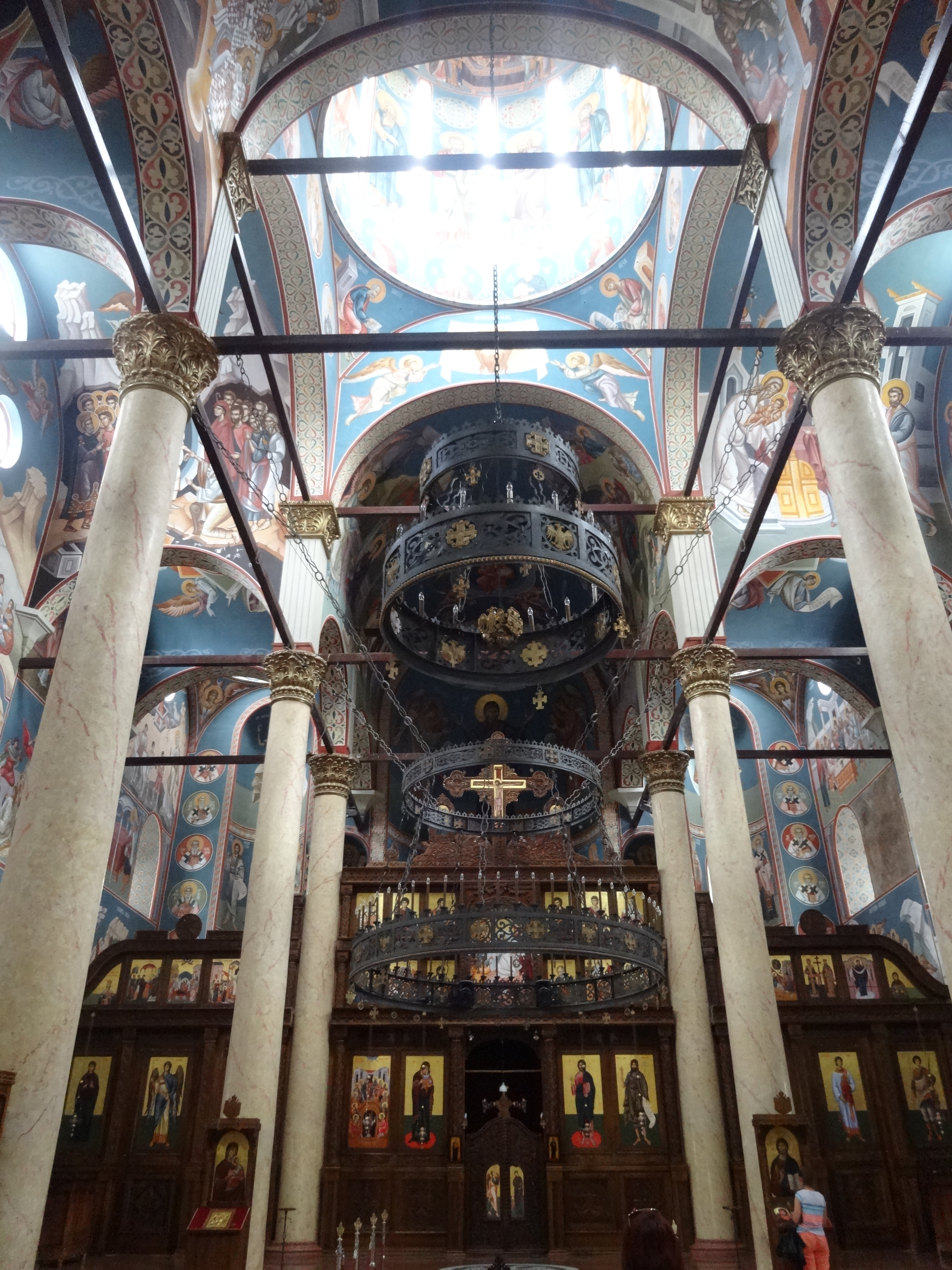
L'iconostase de la cathédrale
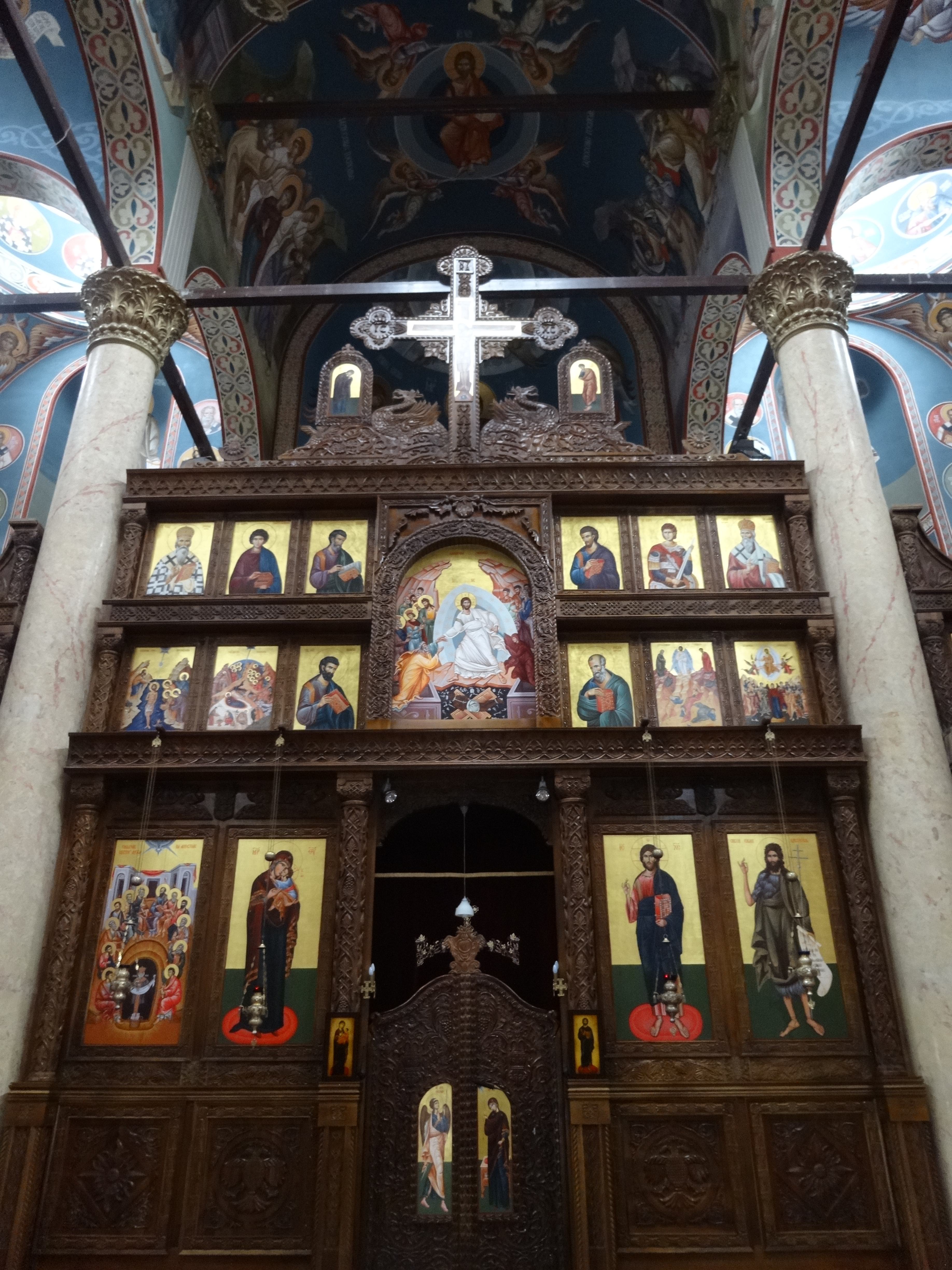
Détail de l'iconostase.